# Deutsche Schule Madrid

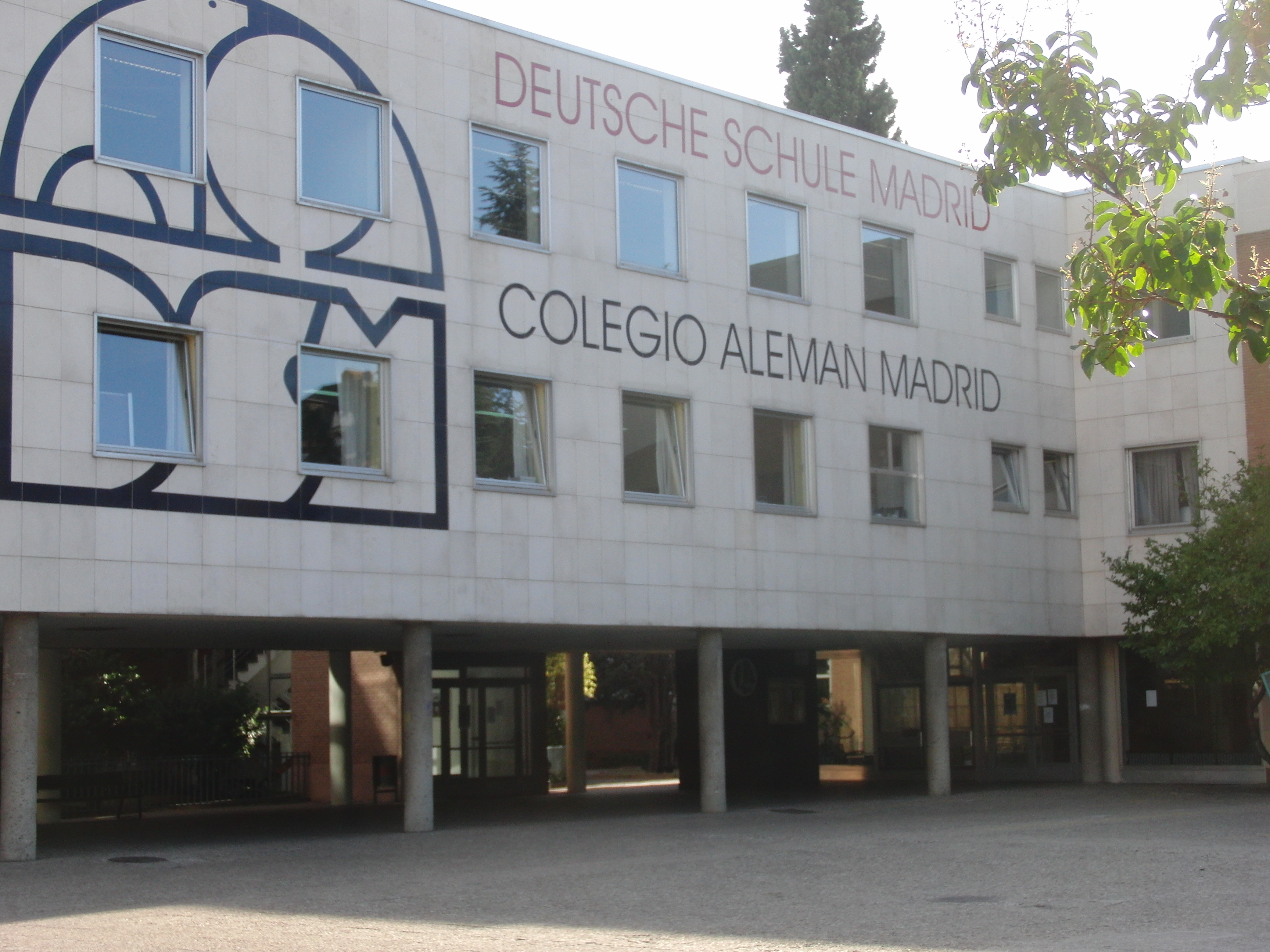
Früheres Schulgelände der Deutschen Schule Madrid

Die Deutsche Schule Madrid (DSM, spanisch Colegio Alemán Madrid) ist eine 1896 gegründete Deutsche Auslandsschule mit Sitz in der spanischen Hauptstadt Madrid. Wie die meisten deutschen Auslandsschulen befindet sie sich in Trägerschaft eines privaten Vereins und wird von der Bundesrepublik Deutschland über die Zentralstelle für das Auslandsschulwesen finanziell und personell unterstützt.
Sie ist als bilinguale Begegnungsschule dem Gedanken der interkulturellen Begegnung verpflichtet. Der Unterricht wird nach deutschem Lehrplan erteilt. Wichtiger Bestandteil der Schule ist der „E-Zweig“, mit dem Schülerinnen und Schülern mit spanischer Muttersprache der Seiteneinstieg in die Deutsche Schule Madrid ermöglicht wird. 

## Beschreibung
Die Schule umfasst die Abteilungen Kindergarten, Grundschule und Oberschule. Der dreijährige Kindergarten richtet sich an Kinder im Alter von 3 bis 6 Jahren und bereitet auf den muttersprachlich deutschen Schulunterricht in der Grund- und Oberschule vor. In die Grundschule, die über ein gebundenes Ganztagsangebot verfügt, werden Kinder mit Deutsch als Muttersprache oder guten Deutschkenntnissen aufgenommen. Der Unterricht erfolgt nach innerdeutschen Richtlinien. Die Secundaria (Oberschule) mit ihrem offenen Ganztagsangebot bietet drei Abschlüsse an: Haupt- und Realschule enden nach Jahrgangsstufe 9 beziehungsweise 10 mit einem von der Ständigen Kultusministerkonferenz der Länder anerkannten Abschlusszeugnis. Das Gymnasium endet nach zwölf Schuljahren mit dem Abitur (Deutsche Internationale Abiturprüfung).
Von Beginn an erfolgt der Unterricht an der Deutschen Schule Madrid in fast allen Fächern in deutscher Sprache. Bis zum Ende ihrer Schullaufbahn lernen die Schülerinnen und Schüler neben den beiden Unterrichtssprachen Deutsch und Spanisch zwei weitere Fremdsprachen (Englisch und Französisch). Daneben erhalten sie eine Ausbildung in den mathematisch-naturwissenschaftlichen Fächern sowie in den gesellschafts- und geisteswissenschaftlichen Fächern. Eine eigene Musikschule (Escuela de música del Colegio Alemán de Madrid) ergänzt die musikalische Erziehung im regulären Unterricht und den verschiedenen Schulensembles. Internationale, nationale und schulinterne Wettbewerbe („Jugend musiziert“, „Jugend forscht“, „Jugend debattiert“, Mathematikolympiade, Sportbegegnung der DAS in Iberien) sowie Schülerbegegnungen (u. a. durch Austausche mit Schulen in Frankreich, den USA und Deutschland) sind ebenso integraler Bestandteil der Deutschen Schule Madrid wie ein umfassendes Enrichment-Angebot in allen Bereichen gymnasialer Bildung.

## Geschichte
(Quellen: )

### Standorte

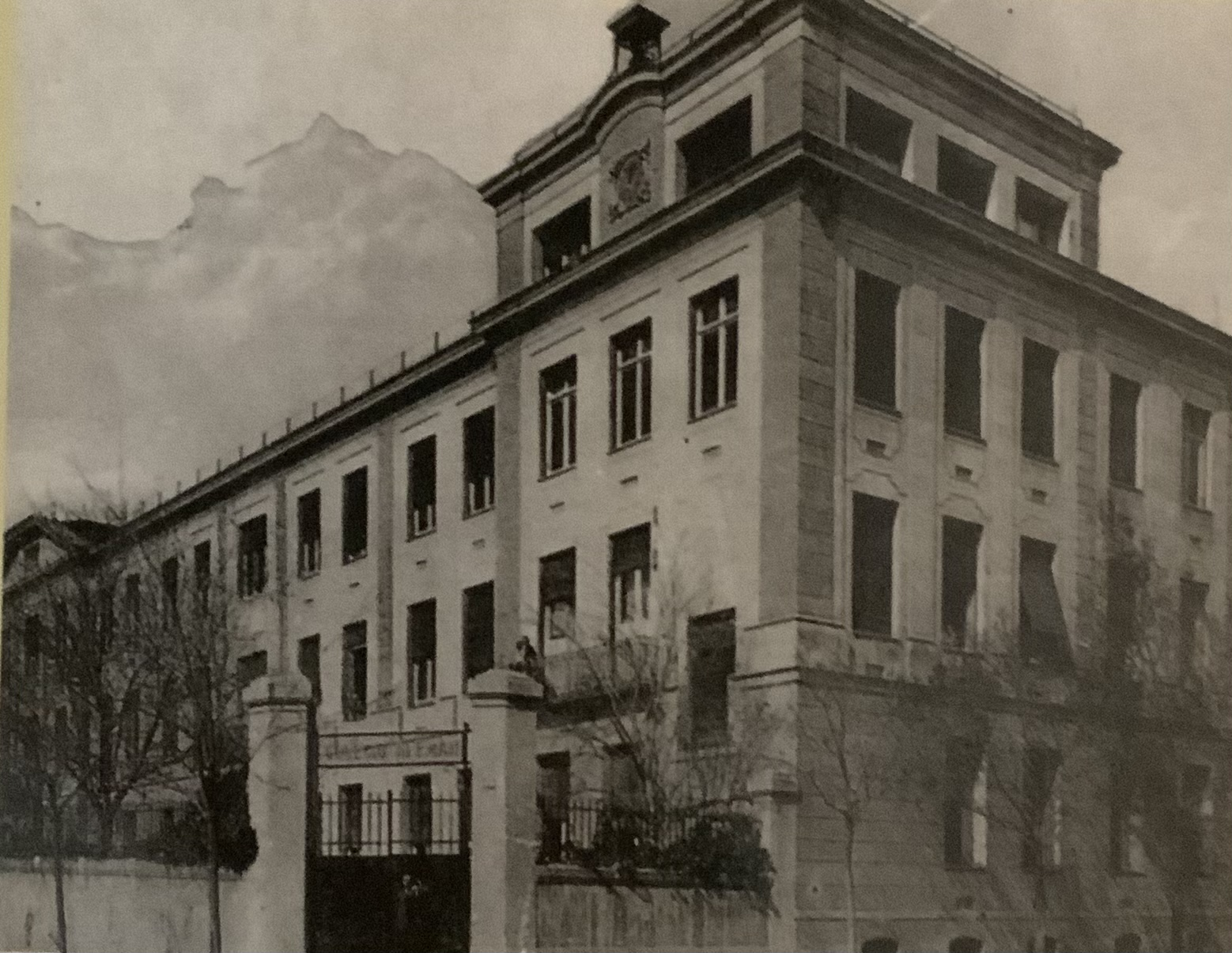
Deutsche Schule Madrid, ca. 1910-1920, „Fortuny-Schule“

Im Laufe ihrer Geschichte war die Deutsche Schule Madrid an verschiedenen Standorten in Madrid angesiedelt.
- 1896–1905: Calle de San Jerónimo, 53
- 1905–1910: Calle de Espalter, 6
- 1910–1945: Calle de Fortuny, 17
- 1949–1960: Calle de López de Hoyos, 28–30
- 1960–2015: Avenida de Concha Espina, 32
- 2015-heute: Calle Monasterio de Guadalupe 7, 28049 Madrid / Montecarmelo

Auf Grund einer steigenden großen Nachfrage nach Schülerplätzen und angesichts des Renovierungsbedarfs am Gebäude in der Concha Espina wurde im Jahre 2006 beschlossen, eine neue Schule zu bauen. Von den Kosten in Höhe von 60 Mio. € trug die Bundesrepublik Deutschland 90 %, die restlichen 10 % brachte der Schulträger auf. Die Stadt Madrid stellte im seinerzeit neuen Stadtbezirk Montecarmelo kostenfrei ein Grundstück zur Verfügung. Der Neubau nach Plänen von Grüntuch Ernst Architekten wurde im Sommer 2015 fertiggestellt.
Während des World Architecture Festivals (Weltarchitekturfestival –  WAF), das vom 16.–18. November 2016 in Berlin stattfand, wurde das Gebäude von einer internationalen Jury als der gelungenste Schulneubau im Jahre 2015 ausgezeichnet.
Die neue Deutsche Schule befindet sich im Norden der Hauptstadt im Stadtteil Montecarmelo.

### Schulleiter
- 1896–1898: Otto Rempel
- 1898–1911: Dr. Bernhard Fromme
- 1911–1914: Wilhelm Schmidt
- 1914–1919: Dr. Adolf Poschmann (stv. Schulleiter)
- 1919–1923: Alexander Geys
- 1923–1929: Johann Georg König
- 1929–1936: Willy Schulz
- 1936–1939: Schließung der Schule infolge des Spanischen Bürgerkriegs
- 1939–1945: Dr. Max Johs
- 1949–1953: Felix Grosskinsky
- 1953–1956: Franz Niedermayer
- 1957: Alfred Eggers
- 1957–1965: Dr. Werner Luis
- 1965–1972: Waldemar Sauer
- 1972–1979: Johannes Röhrenbach
- 1979–1986: Horst Zimmermann
- 1986–1993: Heinz Rüland
- 1993–1999: Walter Reufels
- 1999–2008: Heinz Gerhardt
- 2008–2014: Peter Kammann
- 2014–2022: Frank Müller
- ab 2022: Dirk Karl Pilgram

## Ehemalige Schüler
- Cristóbal Halffter (1930–2021), spanischer Komponist und Dirigent[10]
- Juergen B. Donges (1940–2021), Prof. Dr., Wirtschaftswissenschaftler, ehemaliges Mitglied des Sachverständigenrat zur Begutachtung der gesamtwirtschaftlichen Entwicklung
- Fernando Vallespín (* 1954), spanischer Politologe und Publizist, von 2004 bis 2008 Präsident des Zentrum für Sozialwissenschaftliche Forschung Spaniens (CIS)
- Íñigo Méndez de Vigo (* 1956), spanischer Politiker und ehem. Minister für Erziehung, Kultur und Sport[10]
- Jesús Silva Fernández (* 1962), spanischer Diplomat und Botschafter
- Cristina Tébar Less (* 1965), Juristin, OECD Acting Head of the Centre for Responsible Business Conduct
- Bruno González-Zorn (* 1971), Prof. Dr., Mikrobiologe an der Complutense, Head of the Antimicrobial Resistance Unit
- Noemí Laín Fernández (* 1976), Dr., Mathematikerin, Munich Re Casualty Treaty Underwriter

## Auszeichnungen
- 2010: Exzellente Deutsche Auslandsschule (Qualitätssiegel der BR Deutschland)
- 2011: EnOB-BMWi-Preis Architektur mit Energie 2011: Auszeichnung für energieoptimiertes Bauen, 1. Preis
- 2015: Escuela Embajadora del Parlamento Europeo
- 2016: Balthasar Neumann-Preis
- 2016: „Schönste Schule der Welt“ auf dem Weltarchitekturfestival in Berlin
- 2016: Exzellente Deutsche Auslandsschule (Erneuerung des 2010 erworbenen Qualitätssiegels)
- 2024: Exzellente Deutsche Auslandsschule (Erneuerung des 2016 erworbenen Qualitätssiegels)